# Spanische Fußballnationalmannschaft/Olympische Spiele
Die spanische Fußballnationalmannschaft nahm erstmals 1920 an den Olympischen Spielen in Antwerpen teil und konnte dort die Silbermedaille gewinnen. Das erste Spiel bei den Olympischen Spielen war gleichzeitig das erste Länderspiel der spanischen Mannschaft.
Vier Jahre später war dagegen bereits in der Vorrunde gegen Italien Schluss und auch 1928 kam gegen Italien im Viertelfinale das Aus. Die 1:7-Niederlage im Wiederholungsspiel ist bis heute die höchste Niederlage der spanischen Nationalmannschaft. Danach nahm die A-Nationalmannschaft nicht mehr teil. Erst 1968 konnte sich wieder eine spanische Mannschaft qualifizieren, scheiterte aber im Viertelfinale am Gastgeber Mexiko. In den folgenden Jahren konnte Spanien sich entweder nicht qualifizieren oder scheiterte in der Gruppenphase. 1992 war Spanien als Gastgeber automatisch qualifiziert und gewann ebenso wie 2024 in Paris die Goldmedaille. Im Jahr 2000 und 2020 reichte es zu einer Silbermedaille. Spanien ist nach dem WM-Sieg 2010 nach Italien und Frankreich, das dritte Land, das Weltmeister, Europameister und Olympiasieger im Fußball werden konnte.

## Ergebnisse bei Olympischen Spielen

### 1920
- Olympische Spiele in Antwerpen:

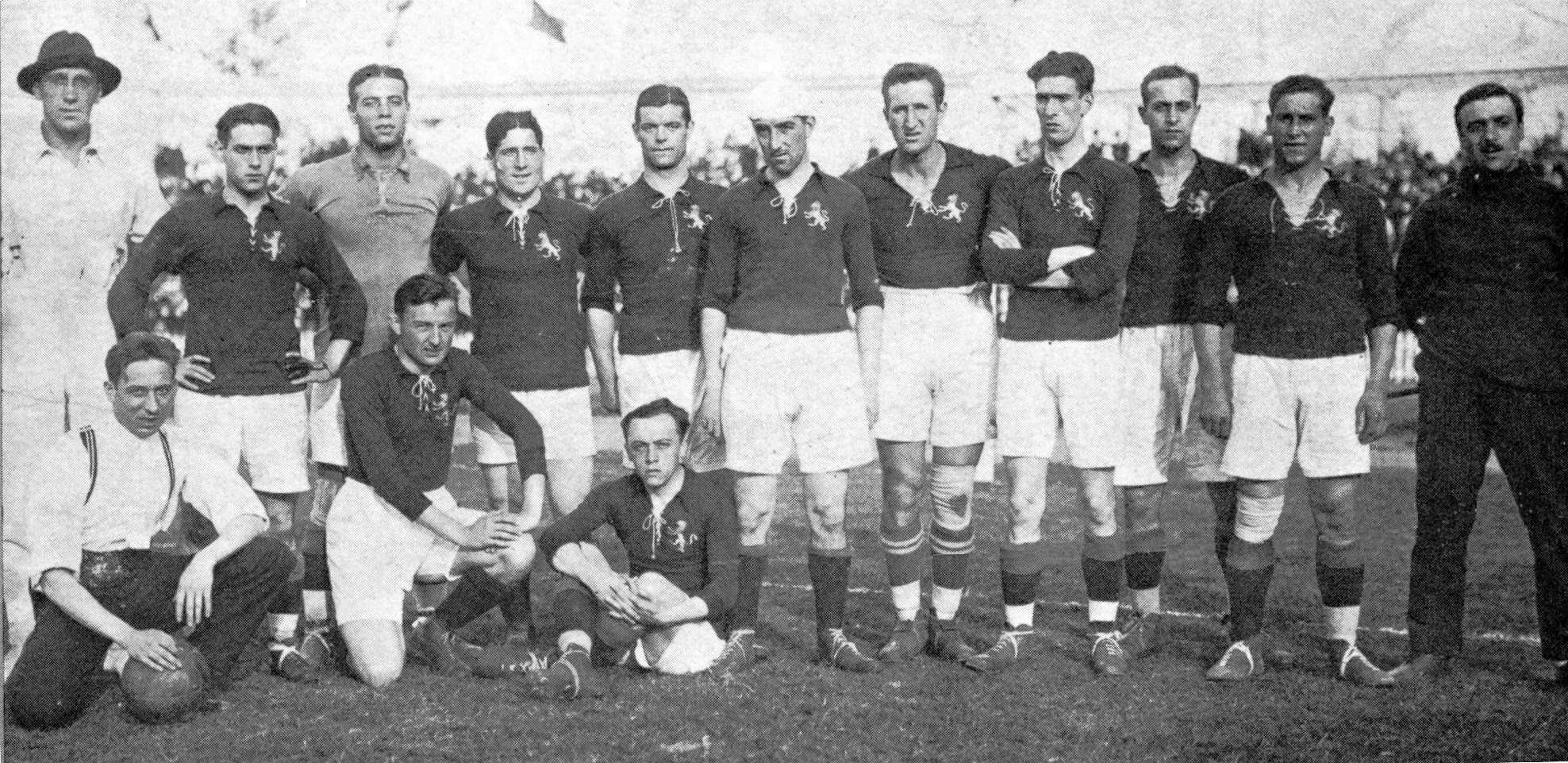
Die spanische Mannschaft vor dem Spiel gegen Belgien

  - 28. August 1920: Achtelfinale: Spanien – Dänemark 1:0 (Brüssel)
  - 29. August 1920: Viertelfinale: Belgien – Spanien 3:1 (Olympiastadion)
  - Turnier um Platz 2:
    - 1. September 1920: 1. Runde: Spanien – Schweden 5:1 (Stadion Broodstraat)
    - 2. September 1920: 2. Runde: Spanien – Italien 2:0 (Olympiastadion)
    - 4. September 1920: 3. Runde: Spanien – Tschechoslowakei kampflos da Tschechoslowakei disqualifiziert.
    - 5. September 1920: Spiel um Platz 2 und 3: Spanien – Niederlande 3:1 (Olympiastadion)

### 1924
- Olympische Spiele in Paris:
  - 25. Mai 1924: Vorrunde: Italien – Spanien 1:0 (Stade de Colombes)

### 1928
- Olympische Spiele in Amsterdam:
  - 30. Mai 1928: Achtelfinale: Spanien – Mexiko 7:1 (Olympiastadion)
  - 1. Juni 1928: Viertelfinale: Italien – Spanien 1:1 n. V. (Olympiastadion)
  - 3. Juni 1928: Viertelfinale/Wiederholungsspiel: Italien – Spanien 7:1 (Olympiastadion)

### 1936
- Olympische Spiele in Berlin:
  - nicht teilgenommen (Spanischer Bürgerkrieg)

### 1948
- Olympische Spiele in London:
  - nicht teilgenommen

### 1952
- Olympische Spiele in Helsinki:
  - nicht teilgenommen

### 1956
- Olympische Spiele in Melbourne:
  - nicht teilgenommen

### 1960
- Olympiaqualifikation:
  - nicht teilgenommen

### 1964
- Olympiaqualifikation:
  - 1. Runde:
    - Schweiz – Spanien 1:0
    - Spanien – Schweiz 6:0

  - 2. Runde:
    - Spanien – Ungarn 1:2
    - Ungarn – Spanien 3:0

### 1968
- Olympiaqualifikation:
  - 1. Runde:
    - Spanien – Island 1:1
    - Island – Spanien 3:5

  - 2. Runde:
    - Spanien – Italien kampflos, da Italien zurückgezogen hat

  - 3. Runde:
    - Spanien – Großbritannien 1:0
    - Großbritannien – Spanien 0:0
- Olympische Spiele in Mexiko:
  - Vorrunde in Mexiko-Stadt:
    - 14. Oktober 1968 Spanien – Brasilien 1:0
    - 16. Oktober 1968 Spanien – Nigeria 3:0
    - 18. Oktober 1968 Spanien – Japan 0:0 (Spanien als Gruppensieger für das Viertelfinale qualifiziert)

  - Viertelfinale, 20. Oktober 1968 Mexiko – Spanien 2:0 (in Puebla)

### 1972
- Olympiaqualifikation:
  - 1. Runde:
    - Spanien – Türkei 1:0
    - Türkei – Spanien 0:1

  - 1. Runde:
    - Bulgarien – Spanien 8:3
    - Spanien – Polen 0:2
    - Polen – Spanien 2:0
    - Spanien – Bulgarien 3:3 (Spanien schied als Gruppendritter aus)

### 1976
- Olympiaqualifikation:
  - 1. Runde:
    - 16. April 1975: BR Deutschland – Spanien 0:0 (in Bielefeld)
    - 15. Mai 1975 Spanien – BR Deutschland 3:2 (in Barcelona)

  - 2. Runde:
    - Spanien – Bulgarien 2:1
    - Bulgarien – Spanien 1:1
    - Spanien – Türkei 2:0
    - Türkei – Spanien 0:0

- Olympische Spiele in Montreal
  - Vorrunde:
    - 20. Juli 1976 Brasilien – Spanien 2:1
    - 22. Juli 1976 DDR – Spanien 1:0 (Das 3. Spiel gegen Nigeria fand nicht statt, da die afrikanischen Staaten die Spiele boykottierten. Spanien schied als Gruppendritter aus)

### 1980
- Olympiaqualifikation:
  - Spanien – Belgien 3:0
  - Belgien – Spanien 2:0
  - Spanien – Frankreich 3:1
  - Frankreich – Spanien 1:1
- Olympische Spiele in Moskau
  - Vorrunde:
    - 20. Juli 1980 DDR – Spanien 1:1 (in Kiew)
    - 22. Juli 1980 Spanien – Syrien 0:0 (in Minsk)
    - 24. Juli 1980 Algerien – Spanien 1:1 (in Minsk) – Spanien schied als Gruppendritter durch die schlechtere Tordifferenz aus

### 1984
- Olympiaqualifikation:
  - 9. März 1983 Belgien – Spanien 0:0 (in Lier)
  - 23. März 1983 Spanien – Frankreich 0:1 (in Murcia)
  - 21. September 1983 Spanien – Belgien 0:0 (in Oviedo)
  - 29. Februar 1984 Frankreich – Spanien 3:1 (in Épinal) (Spanien schied als Gruppendritter aus)

### 1988
- Olympiaqualifikation:
  - 1. Runde:
    - 19. November 1986 Spanien – Schweden 1:1 (in Madrid)
    - 4. Februar 1987 Irland – Spanien 2:2 (in Dublin)
    - 13. Mai 1987 Ungarn – Spanien 2:1 (in Budapest)
    - 23. September 1987 Schweden – Spanien 2:0 (in Skellefteå)
    - 13. Oktober 1987 Spanien – Frankreich 1:2 (in Burgos)
    - 18. November 1987 Spanien – Ungarn 1:0 (in Melilla)
    - 23: März 1988 Frankreich – Spanien 1:1 (in Le Havre)
    - 18. Mai 1988 Spanien – Irland 2:2 (in Alicante) (Spanien schied als Gruppendritter aus)

### 1992
- Olympische Spiele in Barcelona:
  - Vorrunde in Valencia:
    - 24. Juli 1992 Spanien – Kolumbien 4:0
    - 27. Juli 1992 Spanien – Ägypten 2:0
    - 29. Juli 1992 Spanien – Katar 2:0

  - K.-o.-Runde:
  - 2. Runde:
    - 1. August 1992 Viertelfinale Spanien – Italien 1:0 (in Valencia)
    - 5. August 1992 Halbfinale Spanien – Ghana 2:0 (in Valencia)
    - 8. August 1992 Finale Spanien – Polen 3:2

### 1996
- Olympiaqualifikation:
  - 7. September 1994 Zypern – Spanien 0:6 (in Larnaka)
  - 11. Oktober 1994 Mazedonien – Spanien 0:1 (in Bitola)
  - 15. Oktober 1994 Spanien – Dänemark 1:0 (in Córdoba)
  - 16. Dezember 1994 Belgien – Spanien 3:3 (in Brüssel)
  - 28. März 1995 Spanien – Belgien 1:1 (in Málaga)
  - 26. April 1995 Armenien – Spanien 0:3 (in Abowjan)
  - 6. Juni 1995 Spanien – Armenien 4:0 (in Grenada)
  - 6. September 1995 Spanien – Zypern 3:1 (in Almería)
  - 10. Oktober 1995 Dänemark – Spanien 5:1 (in Aarhus)
  - 14. November 1995 Spanien – Mazedonien 4:0 (in Alicante) – Spanien als Gruppensieger qualifiziert.
- Olympische Spiele in Atlanta:
  - Vorrunde in Orlando:
    - 20. Juli 1996 Spanien – Saudi-Arabien 1:0
    - 22. Juli 1996 Frankreich – Spanien 1:1
    - 24. Juli 1996 Spanien – Australien 3:2

  - Viertelfinale, 27. Juli 1996 Argentinien – Spanien 4:0 (in Birmingham)

### 2000
- Olympiaqualifikation:
  - Qualifikation für die U-21-Fußball-Europameisterschaft 2000
    - 4. September 1998 Zypern – Spanien 1:3
    - 13. Oktober 1998 Israel – Spanien 0:4
    - 26. März 1999 Spanien – Österreich 4:0
    - 30. März 1999 Niederlande – Spanien 0:1
    - 4. Juni 1999 Spanien – Niederlande 4:1
    - 3. September 1999 Österreich – Spanien 1:2
    - 7. September 1999 Spanien – Zypern 1:1
    - 9. Oktober 1999 Spanien – Israel 2:1

Bei der U-21-Fußball-Europameisterschaft 2000 konnte sich Spanien mit dem 3. Platz für die Olympischen Spiele qualifizieren.
- Olympische Spiele in Sydney:
  - Vorrunde:
    - 14. September 2000 Südkorea – Spanien 0:3 (in Adelaide)
    - 17. September 2000 Spanien – Chile 1:3 (in Melbourne)
    - 20. September 2000 Spanien – Marokko 2:0 (in Melbourne)

  - K.-o.-Runde:
    - 23. September 2000, Viertelfinale: Italien – Spanien 0:1
    - 26. September 2000, Halbfinale: Spanien – Vereinigte Staaten 3:1
    - 30. September 2000, Finale: Kamerun – Spanien 2:2 n. V., 5:3 i.E

### 2004
- Olympiaqualifikation:
  - Qualifikation für die U-21-Fußball-Europameisterschaft 2004
    - 6. September 2002 Griechenland – Spanien 1:0
    - 11. Oktober 2002 Spanien – Nordirland 1:0
    - 28. März 2003 Ukraine – Spanien 0:0
    - 1. April 2003 Spanien – Armenien 5:0
    - 6. Juni 2003 Spanien – Griechenland 2:0
    - 10. Juni 2003 Nordirland – Spanien 1:4
    - 9. September 2003 Spanien – Ukraine 2:0
    - 10. Oktober 2003 Armenien – Spanien 0:2
    - Playoffspiele:
      - 15. November 2003 Schweden – Spanien 2:0
      - 19. November 2003 Spanien – Schweden 1:1

### 2008
- Olympiaqualifikation:
  - Qualifikation für die U-21-Fußball-Europameisterschaft 2007:
    - 1. Runde:
      - 1. September 2006 Albanien – Spanien 0:3
      - 6. September 2006 Spanien – Slowakei 4:2

    - 2. Runde:
      - 6. Oktober 2006 Italien – Spanien 0:0
      - 10. Oktober 2006 Spanien – Italien 1:2

### 2012
- Olympiaqualifikation:
  - Qualifikation für die U-21-Fußball-Europameisterschaft 2011:
    - 4. September 2009 Spanien – Polen 2:0
    - 7. September 2009 Liechtenstein – Spanien 0:4 (in Vaduz)
    - 13. November 2009 Spanien – Finnland 1:0
    - 17. November 2009 Niederlande – Spanien 2:1
    - 2. März 2010 Spanien – Liechtenstein 3:1 (in Ponferrada)
    - 11. August 2010 Finnland – Spanien 1:1
    - 3. September 2010 Spanien – Niederlande 2:1
    - 7. September 2010 Polen – Spanien 0:1

  - Playoffs:
    - 7. Oktober 2010 Spanien – Kroatien 2:1
    - 13. Oktober 2010 Kroatien – Spanien 0:3

  - U-21-Fußball-Europameisterschaft 2011 in Dänemark:
    - Vorrunde:
      - 12. Juni 2011 Spanien – England 1:1 (in Herning)
      - 15. Juni 2011 Tschechien – Spanien 0:2 (in Viborg)
      - 19. Juni 2011 Ukraine – Spanien 0:3(in Herning)

    - K.-o.-Runde:
      - 22. Juni 2011, Halbfinale: Spanien – Weißrussland 3:1 n. V. (in Viborg)
      - 25. Juni 2011, Finale: Schweiz – Spanien 0:2
- Olympische Spiele in London:
  - 26. Juli 2012 Spanien – Japan 0:1 (in Glasgow, Hampden Park)
  - 29. Juli 2012 Spanien – Honduras 0:1 (in Newcastle, St. James’ Park) – Spanien hatte durch die Niederlage keine Chance mehr das Viertelfinale zu erreichen.
  - 1. August 2012: Spanien – Marokko 0:0 (in Manchester, Old Trafford)

#### Kader für 2012
Startberechtigt war eine U-23-Mannschaft, in der bis zu drei ältere Spieler mitwirken durften. Hierfür wurden Javi Martínez, Adrián López und Juan Mata von Trainer Luis Milla nominiert. Mit Jordi Alba, Javi Martínez und Juan Mata wurden auch drei Spieler der aktuellen Europameistermannschaft berücksichtigt, von denen Alba in allen sechs EM-Spielen zum Einsatz kam.
| Nr.        | Spieler           | Geburtsdatum | Verein                      | A-Länder- spiele | A-Länder- spieltore | WM-Spiele                    |     |     |     |     |     |     |
| Tor        | Tor               | Tor          | Tor                         | Tor              | Tor                 | Tor                          | Tor | Tor | Tor | Tor | Tor | Tor |
| ---------- | ----------------- | ------------ | --------------------------- | ---------------- | ------------------- | ---------------------------- | --- | --- | --- | --- | --- | --- |
| 1          | David de Gea      | 07.11.1990   | Manchester United           |                  |                     | 7 (U-17 2007)                |     |     |     |     |     |     |
| 18         | Diego Mariño      | 09.05.1990   | FC Villarreal               |                  |                     |                              |     |     |     |     |     |     |
| Abwehr     |                   |              |                             |                  |                     |                              |     |     |     |     |     |     |
| 2          | César Azpilicueta | 28.08.1989   | Olympique Marseille         |                  |                     | 4 (U-20 2009)                |     |     |     |     |     |     |
| 3          | Álvaro Domínguez  | 16.05.1989   | Borussia Mönchengladbach    | 2                | 0                   | 1 (U-20 2009)                |     |     |     |     |     |     |
| 6          | Jordi Alba        | 21.03.1989   | FC Barcelona                | 11               | 1                   | 3 (U-20 2009)                |     |     |     |     |     |     |
| 12         | Martín Montoya    | 14.04.1991   | FC Barcelona                |                  |                     |                              |     |     |     |     |     |     |
| 13         | Alberto Botía     | 27.01.1989   | Sporting Gijón              |                  |                     | 3 (U-20 2009)                |     |     |     |     |     |     |
| Mittelfeld |                   |              |                             |                  |                     |                              |     |     |     |     |     |     |
| 4          | Javi Martínez     | 02.09.1988   | Athletic Bilbao             | 8                | 0                   | 1 (2010)                     |     |     |     |     |     |     |
| 5          | Iñigo Martínez    | 17.05.1991   | Real Sociedad San Sebastián |                  |                     |                              |     |     |     |     |     |     |
| 8          | Iker Muniain      | 19.12.1992   | Athletic Bilbao             | 1                | 0                   | 6 (U-17 2009)                |     |     |     |     |     |     |
| 11         | Koke              | 08.01.1992   | Atlético Madrid             |                  |                     | 4 (U-20 2011), 6 (U-17 2009) |     |     |     |     |     |     |
| 14         | Oriol Romeu       | 24.09.1991   | FC Chelsea                  |                  |                     | 6 (U-20 2009, 2011)          |     |     |     |     |     |     |
| 15         | Isco              | 21.04.1992   | FC Málaga                   |                  |                     | 4 (U-20 2011), 6 (U-17 2009) |     |     |     |     |     |     |
| 17         | Ander Herrera     | 14.08.1989   | Athletic Bilbao             |                  |                     | 4 (U-20 2009)                |     |     |     |     |     |     |
| Angriff    |                   |              |                             |                  |                     |                              |     |     |     |     |     |     |
| 7          | Adrián López      | 08.01.1988   | Atlético Madrid             | 1                | 1                   | 5 (U-20 2007)                |     |     |     |     |     |     |
| 9          | Rodrigo           | 06.03.1991   | Benfica Lissabon            |                  |                     | 4 (U-20 2011)                |     |     |     |     |     |     |
| 10         | Juan Mata         | 28.04.1988   | FC Chelsea                  | 19               | 6                   | 1 (2010), 4 (U-20 2007)      |     |     |     |     |     |     |
| 16         | Cristian Tello    | 11.08.1991   | FC Barcelona                |                  |                     | 3 (U-20 2011)                |     |     |     |     |     |     |

##### Ersatzspieler
| Nr.        | Spieler            | Geburtsdatum | Verein                      | A-Länder- spiele | A-Länder- spieltore | WM-Spiele     |     |     |     |     |     |     |
| Tor        | Tor                | Tor          | Tor                         | Tor              | Tor                 | Tor           | Tor | Tor | Tor | Tor | Tor | Tor |
| ---------- | ------------------ | ------------ | --------------------------- | ---------------- | ------------------- | ------------- | --- | --- | --- | --- | --- | --- |
| 22         | Joel               | 17.06.1990   | Atlético Madrid             |                  |                     |               |     |     |     |     |     |     |
| Abwehr     |                    |              |                             |                  |                     |               |     |     |     |     |     |     |
| 19         | Víctor Ruiz        | 25.01.1989   | FC Valencia                 |                  |                     |               |     |     |     |     |     |     |
| Mittelfeld |                    |              |                             |                  |                     |               |     |     |     |     |     |     |
| 20         | Asier Illarramendi | 08.03.1990   | Real Sociedad San Sebastián |                  |                     | 5 (U-17 2007) |     |     |     |     |     |     |
| Angriff    |                    |              |                             |                  |                     |               |     |     |     |     |     |     |
| 7          | Álvaro Vázquez     | 27.04.1991   | Espanyol Barcelona          |                  |                     | 5 (U-20 2011) |     |     |     |     |     |     |

### 2016
- Olympiaqualifikation:
  - Qualifikation für die U-21-Fußball-Europameisterschaft 2015:
    - 5. September 2013 Österreich – Spanien 2:6 (in Graz)
    - 9. September 2013 Spanien – Albanien 4:0 (in Logroño)
    - 10. Oktober 2013 Spanien – Bosnien und Herzegowina 3:2 (in Murcia)
    - 14. Oktober 2013 Spanien – Ungarn 1:0 (in Cartagena)
    - 14. November 2013 Bosnien und Herzegowina – Spanien 1:6 (in Zenica)
    - 18. November 2013 Albanien – Spanien 0:2 (in Elbasan)
    - 4. September 2014 Ungarn – Spanien 0:1 (in Felcsút)
    - 9. September 2014 Spanien – Österreich 1:1 (in Puertollano)

  - Playoffs:
    - 10. Oktober 2014 Serbien – Spanien 0:0 (in Jagodina)
    - 14. Oktober 2014 Spanien – Serbien 1:2 (in Cádiz)

Da Spanien die Endrunde verpasste, konnte sich die Mannschaft nicht für die Olympischen Spiele in Rio de Janeiro qualifizieren.

### 2021
- Olympiaqualifikation:
  - Qualifikation für die U-21-Fußball-Europameisterschaft 2019:
    - 5. September 2017 Estland – Spanien 0:1 (in Tallinn)
    - 10. Oktober 2017 Slowakei – Spanien 1:4 (in Poprad)
    - 9. November 2017 Spanien – Island 1:0 (in Murcia)
    - 14. November 2017 Spanien – Slowakei 5:1 (in Cartagena)
    - 22. März 2018 Nordirland – Spanien 3:5 (in Portadown)
    - 27. März 2018 Spanien –	Estland	3:1 (in Ponferrada)
    - 6. September 2018 Spanien – Albanien 3:0 (in Córdoba)
    - 11. September 2018 Spanien – Nordirland 1:2 (in Albacete)
    - 11. Oktober 2018 Albanien –	Spanien	0:1 (in Shkodra)
    - 16. Oktober 2018 Island	–	Spanien	2:7 (in Reykjavík)

  - Endrunde:
    - Gruppenspiele:
      - 16. Juni 2019 Italien – Spanien 3:1 (in Bologna)
      - 19. Juni 2019 Spanien – Belgien 2:1 (in Reggio nell’Emilia)
      - 22. Juni 2019 Spanien – Polen 5:0 (in Bologna)

    - K.-o.-Runde:
      - Halbfinale: 27. Juni 2019 Spanien –	Frankreich 4:1 (in Reggio nell’Emilia)
      - Finale: 30. Juni 2019 Deutschland	–	Spanien 1:2 (in Udine)

#### Olympische Spiele in Tokio
- Gruppenspiele:
  - 22. Juli 2021 Ägypten – Spanien 0:0 (in Sapporo, Sapporo Dome)
  - 25. Juli 2021 Australien – Spanien 0:1 (in Sapporo, Sapporo Dome)
  - 28. Juli 2021: Spanien – Argentinien 1:1 (in Saitama, Saitama Stadium)
- K.-o.-Runde:
  - 31. Juli 2021: Spanien – Elfenbeinküste 5:2 n. V. (in Rifu, Miyagi Stadium)
  - 3. August 2021: Japan – Spanien 0:1 n. V. (in Saitama, Saitama Stadium)
  - 7. August 2021: Brasilien – Spanien 2:1 n. V. (in Yokohama, International Stadium Yokohama)

### 2024
- Olympiaqualifikation:
  - Qualifikation für die U-21-Fußball-Europameisterschaft 2023:
    - 03. Sep. 2021: Spanien – Russland 4:1 1 (in Almendralejo)
    - 07. Sep. 2021: Litauen – Spanien 0:2 (in Vilnius)
    - 08. Okt. 2021: Spanien – Slowakei 3:2 (in Sevilla)
    - 12. Okt. 2021: Spanien – Nordirland 3:0 (in Sevilla)
    - 12. Nov. 2021: Malta – Spanien 0:5 (in Ta’ Qali)
    - 16. Nov. 2021: Russland – Spanien 1:0 1 (in Chimki)
    - 25. März 2022: Spanien – Litauen 8:0 (in Talavera)
    - 29. März 2022: Slowakei – Spanien 2:3 (in Žilina)
    - 03. Juni 2022: Nordirland – Spanien 0:6 (in Larne)
    - 07. Juni 2022: Spanien – Malta 7:1 (in Melilla)

- - Endrunde in Rumänien und Georgien:
    - Gruppenspiele in Bukarest:
      - 21. Juni 2023:Rumänien – Spanien 0:3
      - 24. Juni 2023: Spanien – Kroatien 1:0

    - 27. Juni 2023: Spanien – Ukraine 2:2
    - K.-o.-Runde:
      - Viertelfinale, 1. Juli 2023: Spanien – Schweiz 2:1 n. V. (in Bukarest)
      - Halbfinale, 5. Juli 2023: Spanien – Ukraine 5:1 (in Bukarest)
      - Finale, 8. Juli 2023: England – Spanien 1:0 (in Batumi, Georgien)

#### SpieleinParis
Bei der Auslosung am 20. März 2024 war Spanien zusammen mit Marokko, Neuseeland und Paraguay Topf 2 zugeordnet und durfte nicht in die Gruppe mit Gastgeber Frankreich gelost werden. Gruppengegner waren Ägypten, die erstmals für die Olympischen Spiele qualifizierte Dominikanische Republik und Usbekistan, das sich nach der Auslosung in der AFC-Qualifikation qualifizieren konnte und dort den 2. Platz belegte. Spielberechtigt waren Spieler, die nach dem 31. Dezember 2000 geboren sind, plus drei ältere Spieler. Durch den Finalsieg nach Verlängerung gegen Gastgeber Frankreich gewannen die Spanier zum zweiten Mal die Goldmedaille.
- Vorrunde:
  - 24. Juli 2024 um 15:00 Uhr MESZ in Paris: Usbekistan – Spanien 1:2 (1:1)
  - 27. Juli 2024 um 15:00 Uhr MESZ in Bordeaux: Dom. Republik – Spanien 1:3 (1:1)
  - 30. Juli 2024 um 15:00 MESZ in Bordeaux: Spanien – Ägypten 1:2 (0:1)
- K.-o.-Runde:
  - 2. August 2024 um 17:00 MESZ in Lyon, Viertelfinale: Japan – Spanien 0:3 (0:1)
  - 5. August 2024 um 18:00 MESZ in Marseille, Halbfinale: Marokko – Spanien 1:2 (1:0)
  - 9. August 2024 um 18:00 MESZ in Paris, Finale: Spanien – Frankreich 5:3 n. V.  (3:3, 3:1)

## Trainer
- 1920: Francisco Bru
- 1924: Pedro Parages
- 1928: José Ángel Berraondo
- 1968, 1980: José Santamaría (von 1980 bis 1982 auch Nationaltrainer)
- 1976: László Kubala (von 1969 bis 1980 auch Nationaltrainer)
- 1992: Vicente Miera
- 1996: Javier Clemente (von 1992 bis 1998 auch Nationaltrainer)
- 2000: Iñaki Sáez (von 2002 bis 2004 auch Nationaltrainer)
- 2012: Luis Milla
- 2021: Luis de la Fuente
- 2024: Santi Denia

## Beste Torschützen
1. 6 Tore – Fermín López (2024)
2. 5 Tore – Kiko (1992)
3. 4 Tore – Félix Sesúmaga (1920), José María Yermo (1928)
5. 3 Tore – Gabri und José Mari (2000), Mikel Oyarzabal und Rafa Mir (2021)

## Bekannte Spieler
- Ricardo Zamora (1920, 1924)
- Luis Arconada (1976)
- Santiago Cañizares (1992)
- Abelardo Fernández (1992)
- Pep Guardiola (1992)
- Luis Enrique (1992)
- Raúl (1996)
- Joan Capdevila (2000)
- Carlos Marchena (2000)
- Carles Puyol (2000)
- Xavi (2000)
- Fernando Torres (Qualifikation für 2004)
- Javi Martínez (2012)
- Marco Asensio (2021)
- Dani Olmo (2021)
- Unai Simón (2021)